# Russula favrei

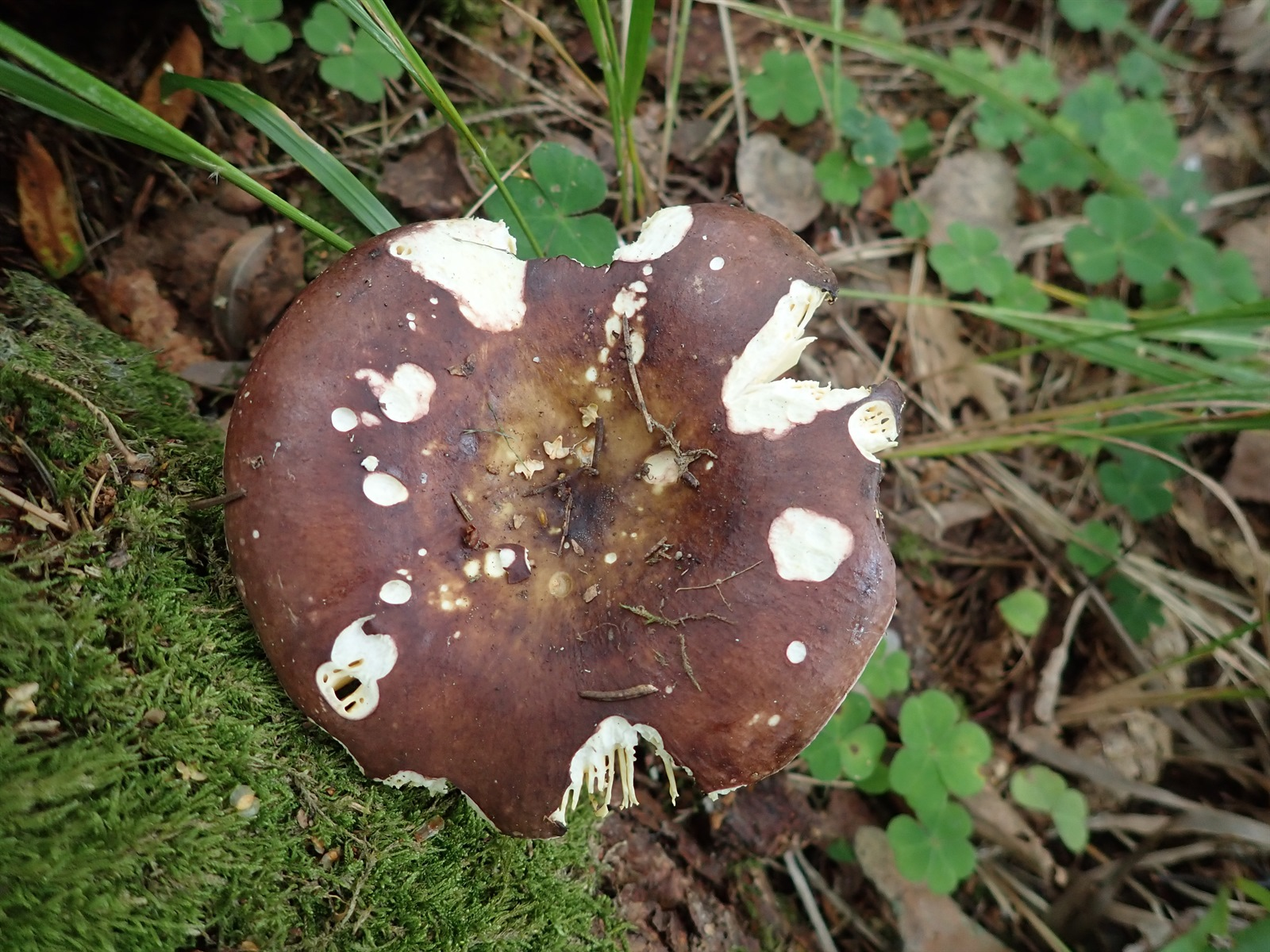

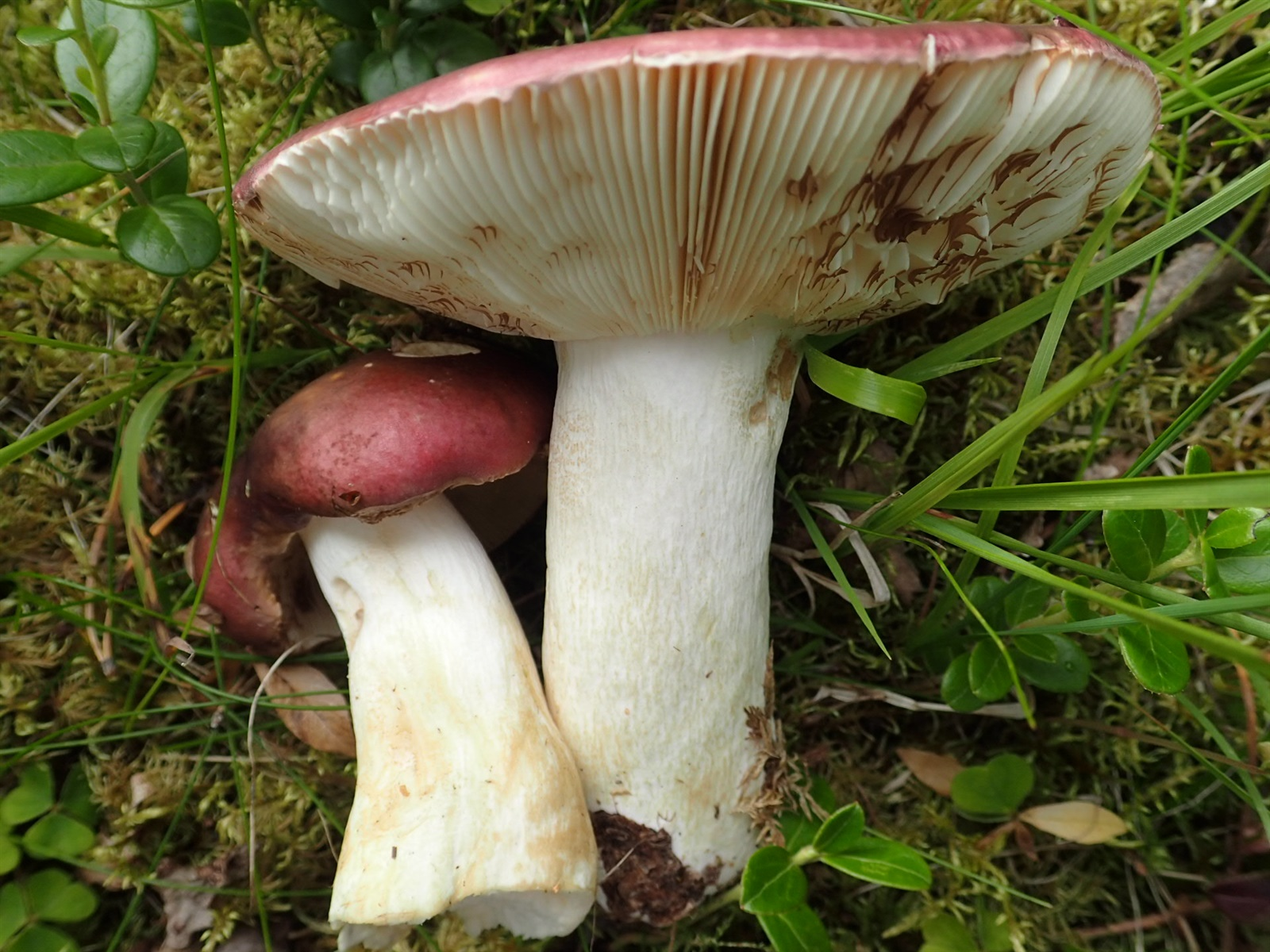

Russula favrei M.M. Moser – gatunek grzybów należący do rodziny gołąbkowatych (Russulaceae).

## Systematyka i nazewnictwo
Pozycja w klasyfikacji według Index Fungorum: Russula, Russulaceae, Russulales, Incertae sedis, Agaricomycetes, Agaricomycotina, Basidiomycota, Fungi.
Po raz pierwszy opisał go w 1978 r. Meinhard Moser i nadana przez niego nazwa naukowa jest aktualna.

## Morfologia
Kapelusz
Średnica 3,5–11 cm, początkowo nieregularnie wypukły, potem płaski, na koniec z wgłębionym środkiem. Powierzchnia gładka, brązowa, czerwonobrązowa, oliwkowobrązowa, czasami w środku nieco czarniawa.
Blaszki
Kremowe, bladoochrowe, nieco zbiegające na trzon. Krawędzie czasami brązowawe.
Trzon
Wysokość 3,5–9 cm, grubość 1–3(4,5) cm, cylindryczny, początkowo białawy, potem brązowawy, czasem u podstawy różowy.
Miąższ
Biały, w śródku brązowawy. Ma łagodny smak i słodki, grzybowy zapach, u starszych okazów czasami lekko rybny. W FeSO4 początkowo różowy, później zielonoszary.
Wysyp zarodników
Ochrowy.
Cechy mikroskopowe
Bazydiospory (8)9–10,5 (13) × (6)7–8(9) µm, pokryte brodawkami o wysokości 0,5–1 µm. Cystydy 60–110 × 12–17 µm. Skórka zbudowana ze strzępek mniej lub bardziej maczugowatych i dermatocystyd niebieszczejących w sulfowanilinie.

## Występowanie i siedlisko
Występuje w Ameryce Północnej, Europie i Azji. Najwięcej stanowisk podano na Półwyspie Skandynawskim. Brak go w opracowanym w 2003 r. przez Władysława Wojewodę wykazie wielkoowocnikowych grzybów podstawkowych Polski, ale w późniejszych latach podano jego stanowiska (po raz pierwszy w 2009 r.). Aktualne stanowiska podaje także internetowy atlas grzybów. Znajduje się w nim na liście gatunków zagrożonych i wartych objęcia ochroną.
Naziemny grzyb mykoryzowy. Występuje w subalpejskich lasach iglastych pod świerkami i limbami.